# باب ماود
 باب ماود (انگلیسی: Bob Maud؛ زاده ۱۲ اوت ۱۹۴۶ درگذشته ۲۰۰۶) یک تنیس‌باز اهل آفریقای جنوبی بود.